# Agnieszka brandenburska (1258–1304)

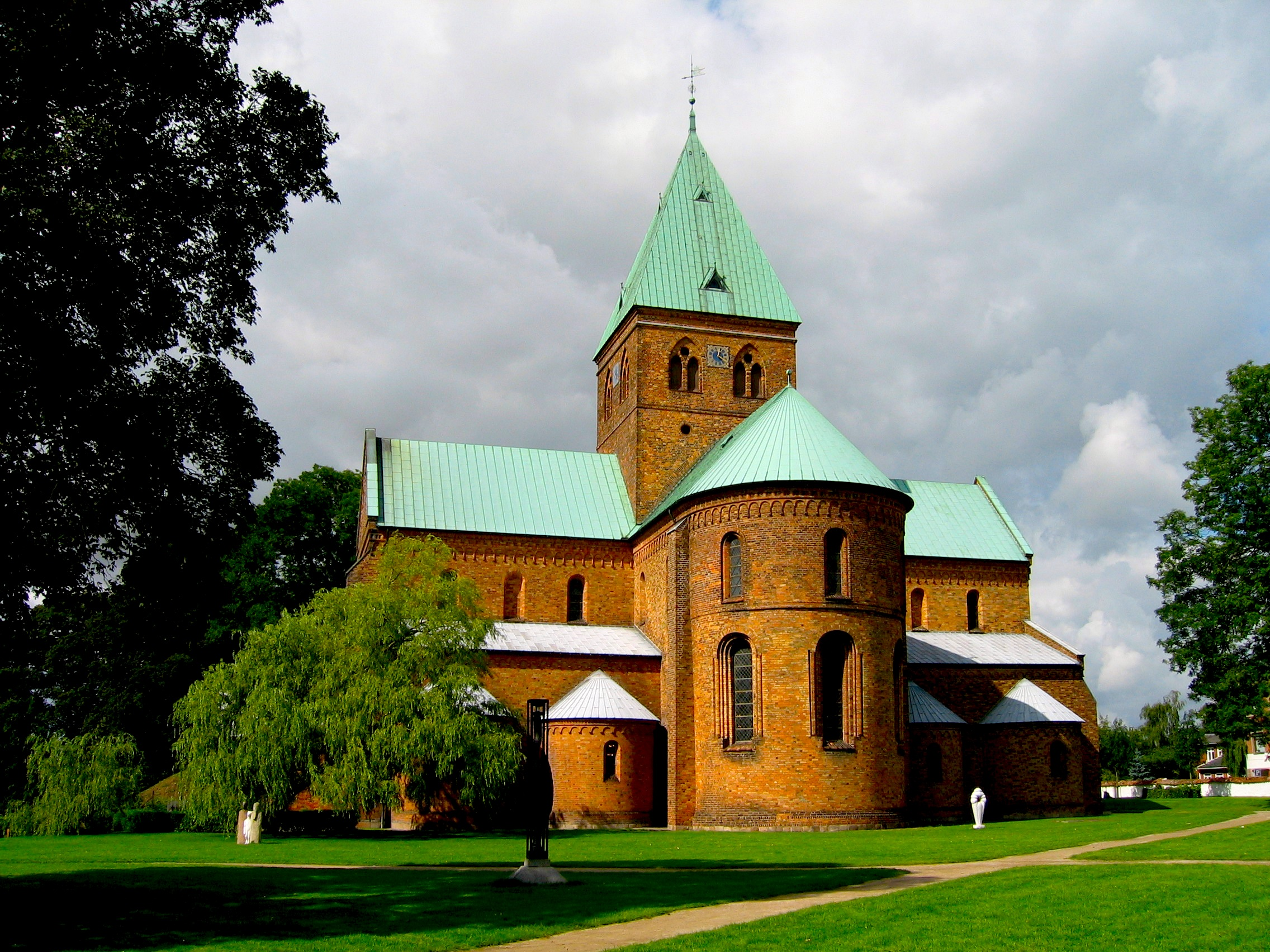
Kościół św. Benedykta w Ringsted w Ringsted, gdzie pochowano królową Agnieszkę

Agnieszka brandenburska (duń. Agnes af Brandenburg) (ur. 1258, zm. 29 września 1304) – królowa Danii.
Była córką margrabiego Brandenburgii Jana I (1213-1266) i jego drugiej żony Judyty saskiej. W 1273 poślubiła króla Danii Eryka V, którego znała od dawna, ponieważ w dzieciństwie był przez 3 lata zakładnikiem na dworze jej ojca. Ponoć jednym z warunków uwolnienia młodego króla było zobowiązanie pojęcia za żonę – i to na dodatek bez wiana – właśnie Agnieszki. Po zabójstwie króla Agnieszka sprawowała w latach 1286-1293 regencję w imieniu swego małoletniego syna, króla Eryka VI. W 1293 poślubiła hrabiego Holsztynu Gerharda II Ślepego (1252/54-1312), z którym miała syna, hr. Holsztynu Jana (ok. 1297-1359). Często jednak odwiedzała Danię. Została pochowana w kościele św. Benedykta w Ringsted.

## Potomstwo Agnieszki i Eryka V
- Eryk (1274-1319), późniejszy król Danii Eryk VI,
- Krzysztof (1276-1332), późniejszy król Danii Krzysztof II,
- Waldemar (zm. ok. 1304),
- Małgorzata (zm. 1340), późniejsza królowa Szwecji, żona króla Birgera I,
- Rycheza (zm. ok. 1308),
- Katarzyna (zmarła w dzieciństwie),
- Elżbieta (zmarła w dzieciństwie).